# Militair exploratiedetachement op Zuidelijk Nieuw-Guinea

Zwaluwbivak langs de Eilandenrivier.

Drie Europese leden van het detachement in een bivak. Links vermoedelijk mijningenieur O.G. Heldring.

O.G. Heldring te midden van enkele kinderen der Marind-anim.

Twee vrouwen der Marind-anim met diverse inkervingen op hun lichaam.

Het militair exploratiedetachement op zuidelijk Nieuw-Guinea (kortweg het zuidelijk detachement) was een detachement actief in het zuidelijk deel van Nederlands-Nieuw-Guinea tussen 12 juli 1907 en 10 november 1913. Het had de plaats Merauke als thuisbasis waarvandaan het expedities organiseerde om het gebied in kaart te brengen. Het detachement was onderdeel van de militaire exploratie van Nieuw-Guinea. In opdracht van gouverneur-generaal Van Heutsz moest het gebied in kaart worden gebracht. Door het zuidelijke detachement werden er vanuit Merauke, meerdere exploratietochten over land en rivieren ondernomen. Tegelijkertijd vonden er ook particuliere exploratietochten plaats in Zuid Nieuw-Guinea, waaronder die van het Koninklijk Nederlands Aardrijkskundig Genootschap (KNAG) onder leiding van Hendrik Lorentz.

## Doel
Door het exploratiedetachement op Zuidelijk Nieuw-Guinea moest dit gebied in kaart worden gebracht. Onderdeel van de militaire exploratie zou ook wetenschappelijk onderzoek zijn hoewel dit niet de grootste prioriteit had. Hiertoe diverse exploratie tochten in de jaren 1907-1913 werden ondernomen. De resultaten van deze exploratietochten laten zich dus het beste zien in de grote hoeveelheid zeer gedetailleerde kaarten die zijn geproduceerd en bewaard gebleven in het archief van het Indisch Comité der Natuurkundig Onderzoek. Dit zijn voornamelijk kaarten van rivieren en zijtakken hiervan, aangezien het exploratiebedrijf zich voornamelijk over het water en te voet langs te oevers van deze rivieren voltrok. Deze kaarten hadden tot praktisch nut het gemakkelijk kunnen navigeren door het binnenland van het moeilijk begaanbare eiland, evenals het bijhouden van de plaats van de verschillende kampongs van de inheemse bevolking. 
Voor elke individuele tocht werd een apart doel geformuleerd, zoals de rivieren tot hun oorsprong volgen, landverbindingen tussen de verschillende stroomgebieden, het beklimmen van gebergtes en het verzamelen van gegevens over de bevolkingsomvang. 

## Exploraties
Op 9 juni 1907 werd er bij Gouvernementsbesluit een militair exploratie detachement ter beschikking gesteld. Vanaf dit moment startte de militaire exploratie van Nieuw-Guinea. Dit detachement bestond uit 2 officieren die de leiding hadden over 80 militairen en veroordeelde dwangarbeiders (uit atjeh en java). Daarnaast gingen op de tochten verschillende wetenschappers en katholieken missionarissen mee. Zij kwamen in dienst te staan van de assistent-resident van Zuid Nieuw-Guinea. Het detachement stond onder leiding van 2 officieren. In respectievelijk 1909 en 1910 werden er detachementen in het westen en het noorden van Nieuw-Guinea actief. In 1913 worden de noordelijke en zuidelijke detachementen samengevoegd voor een exploratie van het stroomgebied van de Mamberamo, de grootste rivier in het Nederlandse gebiedsdeel van Nieuw-Guinea. Deze exploratie was onder leiding van officier Ludolph Doorman.
Ten tijde van de militaire exploratie van Zuid Nieuw-Guinea vond ook de zogenaamde Lorentz (KNAG) expedities plaats. Het contact tussen beide excploratie teams verliep moeizaam met name aangaande, het delen van verzamelde wetenschappelijke informatie. Toch kon het militaire detachement voortbouwen op de ervaringen van Lorentz, bijvoorbeeld door het schip “Zwaluw” over te nemen en het gebruik maken van bivaks opgezet door de Lorentz expedities.
De kapitein van het militair exploratie detachement bepaalde vaak waar de focus van de expeditie lag. Dit was meestal een bepaald rivierengebied. Dit gebied werd dan vaak eerst verkend voordat een grotere troepenmacht werd overgebracht. Deze voer dan zo ver mogelijk de rivier op tot ze niet meer verder konden. hier richtten ze dan een bivak op en trokken ze over het land verder.
Tijdens de militaire exploraties werd naast topografische en cartografische informatie ook botanische, geologische en etnografische informatie verzameld. Door middel van gidsen en tolken werd contact gelegd met de verschillende stammen die tijdens de tochten werden tegengekomen. Bij deze contacten werden vaak westerse goederen als tabak en ijzer geruild voor etnografische voorwerpen. Van de exploraties werd verslag gelegd aan het Koninklijk Aardrijkskundig Genootschap. Op deze manier werd ook de wetenschap in Nederland en elders ingelicht over de verschillende bevindingen die in deze periode werden verricht (KNAG Tijdschriften).

## 1907-1908
In augustus 1907 vond de eerste systematische exploratie van het detachement plaats. Het gebied tussen Digoel en Bijan werd onderzocht. Vanaf dat moment werd er door de assistent-resident R.L.H Hellwig besloten dat tijdens de exploratie geprobeerd moest worden om het gezag uit te breiden dat in de beginfase nog niet aanwezig was. Exploratieleden werden in die periode gezien als indringers. Exploratie vond aan het begin alleen nog over land plaats vanwege het ontbreken van schepen. Door de ingebruikname van de schepen ‘Valk’ en de ‘Anna’ kon men over water gaan exploreren. De flamingobaai waar de Lorentzrivier in uitmondde werd verkend.
In mei 1908 ging de exploratie westwaarts waar de kust werd onderzocht. De Bloemenrivier werd bevaren om te bekijken of het einde van de rivier de toegangsweg tot het Centrale Gebergte was. De rivier bleek niet in de verwachte richting te stromen. De exploratie keerde terug naar Merauke om landtochten voor te bereiden tussen de Bian-rivier en de Britse grens. Kapitein L. Weber heeft in deze periode het gebied tussen de Bian-rivier en Merauke verkend.

## 1909-1910
In februari 1909 begon de exploratie van de rivier Oewimmerah in het gebied Digoel. Onder leiding van kapitein Weber werd de rivier in maart en april tot 70 kilometer landinwaarts verkend en werd ook de zijrivier Inggivahkee opgevaren. Er werd een bivak, het zogenaamde Zwaluw-bivak, gebouwd van waaruit luitenant G.J. Nijweide probeerde de Fly rivier te bereiken. Deze poging werd opgegeven vanwege het moerassige gebied dat moest worden doorkruist. Na een verplaatsing van het bivak werd de Oewimmerah nog 50 kilometer verder opgevaren. Daaropvolgend werd een tocht ondernomen waarbij de rivier 45 kilometer verder werd bevaren dan in 1905 was gedaan. Na deze laatste tocht verrichtte Nijweide in augustus en september peilingen in het gebergte met hulp van mijningenieur O.G. Heldring en luitenant P.F. Postema. Tijdens de peilingen werd de met sneeuw bedekte Julianatop ontdekt en werden de ligging en hoogte van de berg vastgesteld. De exploratie ging niet verder noordwaarts, wegens een gebrek aan levensmiddelen en de vijandige houding van de bevolking.
Na de verkenning van de Digoel delta werd de rivier Mappi opgevaren en het Mappi-meer bereikt. De volgende rivieren die werden verkend waren de Obaa en de Oewamba. Kapitein Weber werd na het opvaren van deze rivieren vervangen door kapitein A.B.W. Schaeffer. Schaeffer voer de Koemberivier 135 kilometer op en begon met de exploratie van de Eilandenrivier.
In januari 1910 werd het detachement gesplitst. Detachementskapitein Schaeffer ging de Eilandenrivier en omgeving verkennen. Luitenant J.J. van der Bie werd leider van een expeditie die het Frederik-Hendrik-eiland, Oetakwarivier en later het Centrale Gebergte verkennen. De expeditie van Van der Bie had tot doel de exploratiedetachementen in het westen en noorden te bereiken.
In januari 1910 besloot Schaeffer de Kolff-rivier als toegang tot het bergland te kiezen. In juni werd de Pandanheuvel beklommen waardoor inzicht in het bergland verkregen werd. In augustus beklommen Schaeffer en F.F. van der Ven de zuidelijke helling van de Goliathberg waar ze een hoogte van 2700 meter hoogte bereikten. Voor de beklimming van deze berg had Van der Ven de Wildemanrivier in kaart gebracht en zijn naam gegeven. De rivier heeft zijn naam te danken vanwege de beschieting met pijlen. Van der Bie, luitenant P.F. Postema en natuuronderzoeker J.M. Dumas, hadden ondertussen het gebied van de Otakwa- en Setakwarivier in kaart gebracht.

## 1911-1912
In februari 1911 werd de Goliathberg bereikt door kapitein Schaeffer en werden metingen verricht. Andere bergen werden waargenomen en in kaart gebracht. De expeditie werd gestaakt vanwege ziekte bij de Europese deelnemers. Het plan om Nieuw Guinea van het zuiden naar het noorden te doorkruisen werd hierna opgegeven. Op deze expeditie waren ook enkele wetenschappers mee zoals Dr. de Kock, die etnografisch en biologisch onderzoek deed, en Meek; een Engelsman die gegevens verzamelde voor Rothschild in Londen. Eind februari bracht assistent-resident Kalff een bezoek aan het Zwaluwbivak. Een maand later keerde de expeditie terug naar Merauke. Tijdens deze expedities waren er enkele ontmoetingen met “dwergstammen”. Deze stammen werden onderzocht door middel van fysieke metingen.
Eind mei werd er een nieuwe commandant van het exploratie detachement aangesteld: kapitein J.H.L. le Cocq d’Armandville. Onder zijn commando werden meerdere rivieren verkend, onder andere de Modera-, Brazza-, Steenboom- en Vriendschapsrivieren. In juli en augustus werd vervolgens een expeditie ondernomen in een bergterrein dat de oorsprong was van enkele zijtakken van de eilandrivier. Het doel was om topografische aansluiting te vinden met de resultaten van de Lorentzexpeditie. Besloten werd om deze tocht in november en december te ondernemen aangezien de dragers niet verder konden. In december 1911 werd deze expeditie door kapitein le Cocq d’Armandville/kapitein H. Helb en Luitenant der zee J.L. Andreas uitgevoerd. Luitenant Andreas overleefde de expeditie echter niet daar hij op 26 december 1911 verdronk bij het oversteken van de vriendschapsrivier, een rivier die in verbinding stond met de Oetoemboewee.
In januari 1912 werd het detachement overgebracht naar de Noordwestrivier die tussen de Lorentzrivier en de Bloemenrivier in lag. Hier werden tussen 23 februari en 4 april 1912 onder leiding van kapitein le Cocq d’Armandville, luitenant der zee J.L. Chaillet en officier van gezondheid E.W.E. Sedee de benedenlopen in kaart gebracht en het gebied tussen de toppen van de Wilhelmina- en Carstenzgebergten. Daarnaast werd nog een nieuwe rivier in het gebied ontdekt die werd genoemd naar kapitein le Cocq d’Armandville. Op 29 april 1912 nam kapitein E. Weijerman het bevel over. Hij wilde het detachement verplaatsen naar de Kasteelrivier. Deze werd op 20 juni 1912 verkend, maar bleek toch niet geschikt voor vestiging van het detachement. Daarna werd besloten om het detachement over te brengen naar de Bloemenrivier. Meerdere kleinere rivieren die meer westwaarts gelegen lagen werden in deze tijd in kaart gebracht. Er vond incidenteel gewelddadig contact plaats tussen de expeditieleden en de papoea’s. Meestal stelde dit echter niet veel voor. De Bloemenrivier werd verkozen om te exploreren en werd ver opgevaren door de “kitty”. Veel rivieren bleken hier ook op elkaar aan te sluiten. In dit gebied was de bevolking erg talrijk en vond er regelmatig contact plaats met de inheemse bevolking.
In dezelfde periode had luitenant W.K.H. Feuilleteau de Bruijn een verkenningstocht gemaakt naar de bron van de Noord-West rivier. Deze rivier werd nauwkeurig in kaart gebracht. Tevens werden er verkenningen over land uitgevoerd. Meestal werd een heuvel beklommen waardoor de omliggende omgeving in kaart kon worden gebracht. In de rapporten wordt vaak positief gesproken over het contact met de lokale bevolking. Vanaf 23 juni ging deze tocht 8 dagen over land en werd een hooggelegen punt bereikt waar metingen werden gedaan. Op 18 juli werd het detachement overgebracht naar een centraal punt op de Bloemenrivier waar een bivak werd opgericht. Vanuit dit bivak zouden in de komende maanden de omliggende rivieren in kaart worden gebracht. Tijdens deze verkenningen vond gewelddadig contact plaats met de waarbij enkele expeditieleden gewond raakten en enkele bewoners van het gebied werden gedood.
Op 15 december 1912 werd het detachement overgebracht naar de bovenloop van de Digoel rivier om verder te gaan waar men in 1909 gestopt was. Eén van de doelstellingen bleef het in kaart brengen van de Fly-rivier de grensrivier tussen het Nederlandse en het Britse deel.

## 1913
De focus van het lokale bestuur kwam langzaam maar zeker meer op machtsuitoefening dan op exploratie te liggen. Wanneer majoor A.J. Gooszen de assistent resident L.M.F. Plate meedeelde dat het bestuur nog enkele exploratietochten diende te verrichten om de laatste witte plekken op de kaart in te vullen, doet de assistent resident in zijn politieke verslag aan het ministerie zijn beklag. In zijn ogen zouden de middelen tot zijn beschikking beter besteed kunnen worden aan de ordehandhaving, zoals bijvoorbeeld het inperken van het koppensnellen. De exploratie zou volgens Plate namelijk wel 1000 gulden per dag gekost hebben. Het binnenland zou bovendien al afdoende zijn verkend om niet te grabbel te liggen voor de Engelsen. Omdat het eiland volgens hem nog lang niet klaar was voor het heffen van belasting was ordehandhaving volgens hem van groter belang.
In januari 1913 werd vanuit het hoofdbivak een voettocht ondernomen naar de Fly-rivier onder leiding van luitenant Feuilletau de Bruyn. De rivier werd bereikt en in kaart gebracht, wat gezien werd als een grote prestatie. Op deze voettocht gingen 20 soldaten en 40 dragers mee. Ook was een missionaris, pater Viegen, mee op deze expeditie. Er vonden gewelddadige incidenten plaats. Bij een van deze incidenten werd een soldaat door 7 pijlen doorboord waarna hij overleed. Ook enkele Papoea’s lieten het leven. Dit specifieke incident is goed beschreven in de KNAG-tijdschriften en in de stukken van Pater Viegen.
Er werden plannen gemaakt om in april of mei het laatste hoogland van Nieuw-Guinea te verkennen. De exploratie richtte zich in januari 1913 onder leiding van kapitein Weijerman, met luitenant Chaillet, op de Fly-rivier. Een zijrivier, de Alice review, bleek zich op Brits grondgebied te bevinden. De eerder door Gooszen gevonden oorsprongen van de Digoel- en Bian-rivier werden bevestigd. Kapitein J.V.L. Opperman ondernam in de periode juni-augustus enkele tochten in de benedenloop van de Nederlands-Britse grens. Opperman moest een rivier gaan verkennen die al 1907 en 1908 door respectievelijk Lorentz en Gooszen was waargenomen maar nooit verder onderzocht. Deze “onbekende rivier” werd van groot belang geacht omdat zij een toegangsweg zou kunnen zijn richting het Centrale Gebergte. Zij was een zijrivier van de Noordwestrivier en werd voorheen omschreven als een kreek met snelstromingen. In 1913 ondernam majoor Gooszen zelf de exploratie van deze rivier die al gauw een grote brede stroom waarvan bleek dat de loop inderdaad overeenkwam met de eerdere bevindingen. Toende tochten van kapitein Opperman tot een einde kwamen werd de onderneming van de exploratie voltooid geacht. Op 10 november 1913 vertrok het personeel van het exploratie detachement naar het Noordelijk bestuursgebied om de daar voortdurende exploratie te voltooien.

## Organisatie
De exploratietochten ondernomen door het detachement waren grote ondernemingen. De leiding was in handen van Europeanen, soldaten (vaak Ambonezen) gingen vaak mee als begeleiding. Daarnaast waren er niet-Europeanen en lokaal personeel aangesteld, zij bekleedden diverse functies zoals tolken, gidsen, dragers, roeiers.  Er was ook een grote groep dwangarbeiders die verplicht werden om de expedities te ondersteunen. 

### Lijsten personeel (chronologisch)
Lijst van Kapteins van het zuidelijk detachement (Chronologisch)
- kapitein Gooszen detachementscommandant 12 juni 1907 - …? wordt uiteindelijk Majoor
- kapitein Weber detachementscommandant … - ….
- kapitein Schaeffer detachementscommandant 2e helft 1909 - mei 1911
- kapitein le Cocq d’Armandville detachementscommandant mei 1911 - 29 april 1912
- kapitein Helb, geen detachementscommandant geweest.
- kapitein Weijerman detachementscommandant van 29 april 1912 - juni 1913
- kapitein Opperman detachementscommandant juni 1913 - november 1913

Lijst assistent resident van Zuid Nieuw-Guinea (chronologisch):
- R.L.H. Hellwig (20 januari 1906 - 20 juli 1910)
- E. Kalff (juni 1910 - september 1912)
- L.M.F. Plate (september 1912 - oktober 1915)

Lijst Luitenants der infanterie:
- G.J. Nijweide: Luitenant der infanterie
- J.J. Van der Bie: Luitenant der infanterie (oa. actief in 1910 en 1911)
- W.K.H. Feuilletau de Bruijn: Luitenant der infanterie
- G.W. Borgesius: Luitenant der infanterie

Luitenants 2e klasse der zee:
- F.F. Van der Ven: Luitenant-ter-zee 2e klasse (mee in februari 1911)
- P.F. Postema: Luitenant-ter-zee 2e klasse (actief in 1910)
- J.L. Andreae: Luitenant-ter-zee 2e klasse; verdronken op expeditie in december 1911
- J.L. Chaillet: Luitenant-ter-zee 2e klasse (december 1911 - november 1913)

Officiers van de gezondheid:
- B. Brandenhorst: Officier van gezondheid (1907-1910) verrichtte etnografisch onderzoek
- De Kock: verzamelt planten, dieren en doet ook etnografisch onderzoek (1910-1911)
- E.W.E. Sedee: Officier van gezondheid
- H.P. Oosterbaan: Officier van gezondheid
- J.A. van Dijk: Officier van gezondheid
- N.H. Van Muijden: Officier van gezondheid

Wetenschappers die mee waren op expeditie:
- O. G. Heldring: Mijningenieur (1907? - 1911?)
- Craandijk: Geoloog
- J. M. Dumas: Natuuronderzoeker/zoologist

Schepen:
- De Zwaluw bivakschip gekregen na afloop van de 2e Lorentzexpeditie een paar maanden na het begin van het oprichten van het exploratie detachement. waarschijnlijk over een lange periode gebruikt.
- De Valk stoomschip; onder andere gebruikt door Helwig en Gooszen in 1908
- De Kitty stoomschip (1912)
- De Spits stoomschip
- Lombok stoomschip
- De Anna politie- en communicatievoertuig